# نیل فریزر
 نیل فریزر (انگلیسی: Neale Fraser؛ زاده ۳ اکتبر ۱۹۳۳) یک تنیس‌باز اهل استرالیا است.